# Марта Савич
Марта Савич (на сръбски: Марта Савић или Marta Savić) е сръбска певица.
Родена е в село Враняк, край град Модрича, Босна и Херцеговина, част от бивша Югославия. Съпруга е на певеца Миле Китич.
Има множество хитове, които ѝ носят голяма популярност. Дъщеря им Елена Китич се ражда 11 август 1997 в германския град Хановер.

## Дискография

### Студийни албуми
- Zaboravi druge žene (1988)
- Proklet bio (1990)
- Grešnica (1993)
- Nemoj bar ti (1994)
- Kad sam srela (1996)
- Kad zavoliš, pa izgubiš (1999)
- Dijamanti, brilijanti (2000)
- Ikad ili nikad (2001)
- Nismo pucali jedno u drugo (2002)
- Ravno do Kosova (2003)
- Erotica (2006)
- Muški kompleksi (2009)
- 13 (2011)